# Bellefontaine (Vosgi)
Bellefontaine è un comune francese di 1 016 abitanti situato nel dipartimento dei Vosgi nella regione del Grand Est.

## Società

### Evoluzione demografica
Abitanti censiti